# Cena Unie českých spisovatelů
Cena Unie českých spisovatelů je ocenění, které udílí každoročně spolek Unie českých spisovatelů za „… mimořádné tvůrčí činy v oblasti původní české prózy, poezie a literatury faktu, resp. publicistiky.“ Původně byla založena a sponzorována Danielem Strožem v roce 2006, a to pod názvem Cena Josefa Hory. Poprvé byla udělena v roce 2006 u pamětní desky básníka Josefa Hory v Mrázově u Teplé. Dědicové autorských práv Josefa Hory se ale postavili proti uvedení jména básníka v názvu ceny a přiměli zakladatele cenu přejmenovat, nadále tedy nesla označení Literární cena Daniela Strože a Unie českých spisovatelů. Po třech ročnících Daniel Strož od sponzorování ceny upustil a cena byla v roce 2009 přejmenována na Cenu Unie českých spisovatelů. Z ryze literárního ocenění se od roku 2009 rovněž rozšířil okruh různých zásluh, za něž je cena udílena.

## Laureáti
2006
- Miroslav Florian in memoriam za celoživotní básnické dílo
- Karel Sýs za básnickou sbírku Omráčená schránka a s přihlédnutím k jeho šedesátinám
- Zdeněk a Pavel Hrabicovi za dílo Vila pana prezidenta

2007
- Michal Černík
- Ludvík Hess
- František Uher (* 1936)

2008
- Čestmír Císař za celoživotní publicistické dílo se zvláštním přihlédnutím k jeho knize Moji českoslovenští presidenti
- Vladimír Janovic za vynikající celoživotní dílo s přihlédnutím k jeho dvěma nejnovějším básnickým sbírkám Potopený úl a Jed v růži
- František Dostál za své rozsáhlé celoživotní dílo fotografické se zvláštním přihlédnutím k jeho knize Fotořečiště podruhé

2009
- Ivana Blahutová – za knihu Bílý kůň
- Milan Friedl – za celoživotní službu české literatuře
- Zdeněk Frýbort – za esejistické dílo
- Emil Hruška – za knihu Sudetoněmecké kapitoly
- Miroslav Pangrác – za celoživotní výtvarné dílo
- Jiří Žáček – za básnickou sbírku Třetí poločas

2010
- Milan Blahynka – za přínos literární kritice a esejistice
- Pavel J. Hejátko – za sbírku Pomníky z asfaltu
- Antonín Kachlík – za celoživotní filmové dílo
- František Skorunka – za soustavné recenzování zahraniční literatury
- Daniel Strož – za básnickou sbírku List, který nezežloutne

2011

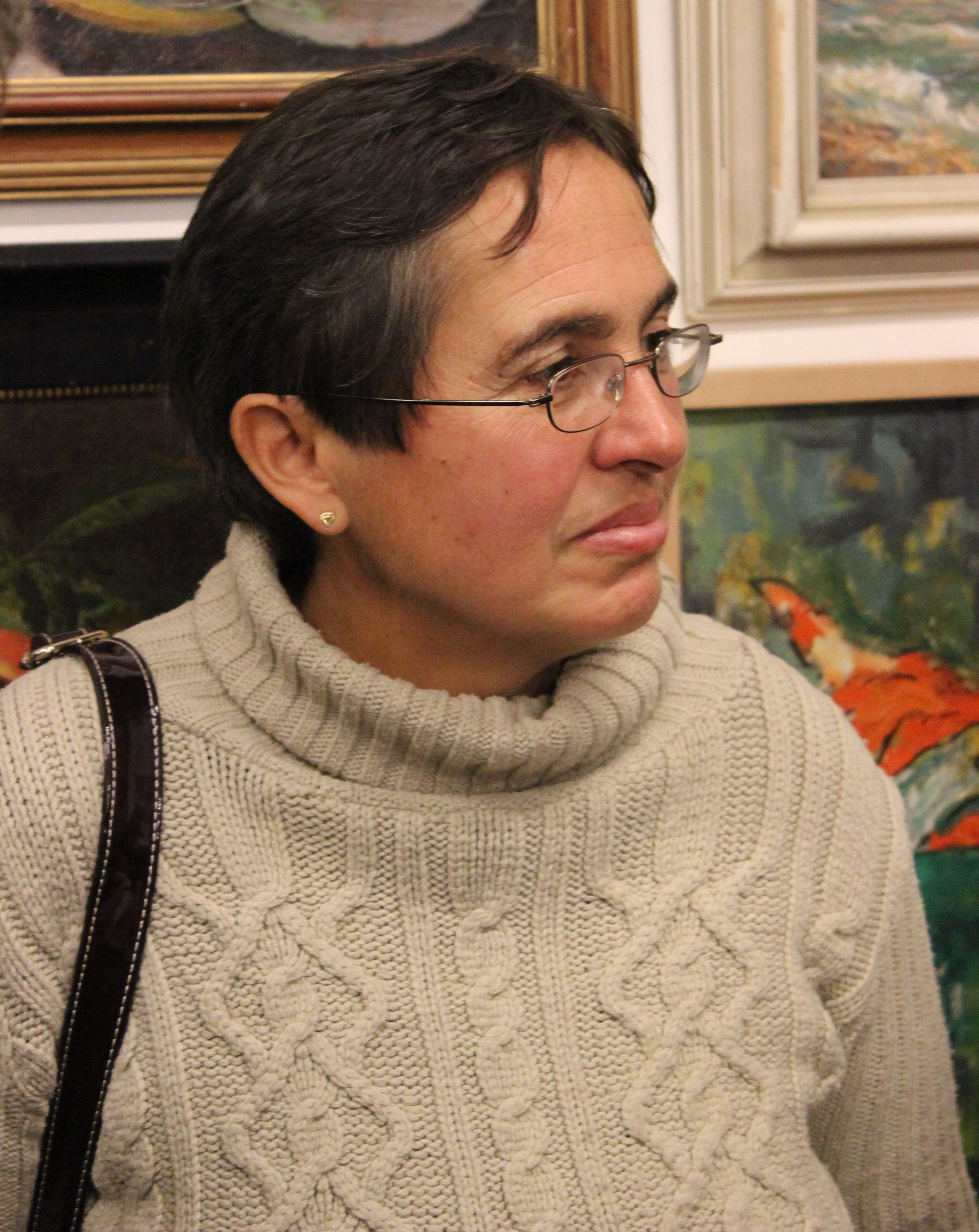
Eva Frantinová (2014)

- Eva Frantinová – za sbírky Kapesní déšť a Z hvězdy pod okap
- Zdeněk Mahler – za celoživotní dílo
- Alexej Mikulášek – za literárně kritickou práci
- Ján Tužinský – za prozaické a esejistické dílo

2012
- Valja Stýblová – za celoživotní literární dílo
- Bohumila Sarnová – za literární a výtvarnou tvorbu
- Pavol Janík – za podporu česko-slovenských kulturních vztahů
- Lenka Procházková – za občanskou angažovanost
- Václav Dvořák – za občanskou angažovanost

2013
- Jaroslav Čejka – za přínos české literatuře
- Věra Beranová – za knihu Dějiny estetického myšlení
- Jiří Stano – za celoživotní literární dílo
- Karel Srp – za zásluhy o Jazzovou sekci

2014
- Petr Kukal – za sbírku 52 slok
- Ivan Fontana – za satirickou tvorbu
- Petr Žantovský – za odvážné občanské postoje
- Erazim Kohák – za přínos českému humanistickému myšlení

2015
- Antonín Drábek – za celoživotní nakladatelskou činnost
- Duong Tat Tu – za překlady české literatury do vietnamštiny
- Václav Pavlíček – za odvážné občanské postoje
- Zdeněk Troška – za přínos českému filmovému humoru

2016
- Petr Vronský – za celoživotní hudební činnost
- Gustav Oplustil – za přínos české televizní zábavě
- Jaroslava Obermaierová – za celoživotní hereckou práci
- Vlastimil Vondruška - za dílo Husitská epopej
- Ivan David – za odvážné občanské postoje

2017
- Jožo Ráž – za jedinečnou muziku
- Michael Doubek – za román Nepřizpůsobivost
- František Sarna – za výtvarnou službu Vysočině
- Eva Kantůrková – za knihu Jan Hus
- Do Ngoc Viet Dung – za uvedení české poezie do Vietnamu

2018
- Miloš Zeman – za občanskou odvahu
- Antonín Hardt – za herecké mistrovství
- Vaclav Hons – za celoživotní básnické dílo
- Jiří Maštálka – za podporu vydávání literatury
- Jiří Hastík – za celoživotní výtvarné dílo
- Zdeněk Zbořil – za statečnou publicistiku
- Stanislava Kučerová – za netradiční ztvárnění české historie

2019
- Vlastislav Hnízdo – vědecko-pedagogickou literaturu
- Jiří Jírovec – za knihu Sladký život
- Česká nadace 2000 – za podporu kvalitní literární tvorby
- Kolektiv jazykovědců – za vydání Velkého učebního Česko-vietnamského slovníku
- Oldřich Janota – za vydávání publikací o české architektuře
- Jindřich Štreit – za jedinečné zachycení světa
- František Ringo Čech – za odvážný provokativní humor
- Michal Macháček – za objektivní zhodnocení osobnosti Gustáva Husáka

2020
- Jiří Adamec – za ryze české režijní umění
- Lubomír Brožek – za básnickou sbírku Kuks
- Jiří Krampol – za humor vnášený do našeho života
- Milena Městecká – za knihu Evropa v agonii pochodů smrti 1944–1945
- Josef Velčovský – za originální malířskou tvorbu
- Dagmar Žaludová – za založení literární soutěže Kouzelný klíč

2021
- Pavel Kalvach – za knihu Světy českých neurovědců
- Jan Schneider – za slova, která se nepodbízejí
- Josef Pepa Nos – za písně, které zlidověly
- Ivan Vyskočil – za umění herecké i polemické
- Jan Keller – za knihu Hybridní politika
- Jan Poláček – za dlouholeté vedení časopisu Lípa

2022
- Ivo Odehnal – za celoživotní básnickou tvorbu
- Kolektiv překladatelů – za překlady české a slovenské poezie do vietnamštiny
- Vojtěch Kolařík – za originální výtvarnou tvorbu
- Marcella Marboe – za knihu Ali a kůň za milión miliónů
- Slovenský dom v Praze – za přínos ke sbližování české a slovenské kultury

2023
- Kateřina Konečná – za odvážné občanské postoje
- Ján Čarnogurský – za odvážné občanské postoje
- Petr Drulák – za odvážné občanské postoje
- Jozef Leikert – za závažná díla literatury faktu
- Viera Glosíková – za germanistické studie a překlady
- Josef Gajda – za knihu Ohlédnutí a přemítání

2024
- Pavel Kolář – za román Řeka pod hladinou
- Josef Urban – za literaturu faktu
- Ladislava Chateau – za kulturní publicistiku
- Petr Zuska – za přínos českému baletu a choreografii
- Monika Hoření – za kvalitní žurnalistiku